# A Guarda
A Guarda – miasto w Hiszpanii, w prowincji Pontevedra, we wspólnocie autonomicznej Galicja (Hiszpania).
W pobliżu miejscowości znajdują się pozostałości celtyckiej osady datowanej na okres od VI do II wieku p.n.e. Na jej terenie działa Museo de Monte de Santa Tecla.